# Always Watching: A Marble Hornets Story
Always Watching: A Marble Hornets Story – amerykański horror w reżyserii Jamesa Morana. Scenariusz do filmu napisał Ian Shorr. W filmie występują: Alexandra Breckenridge, Alexandra Holden, Chris Marquette, Jake McDorman i Doug Jones. Film został wydany 7 kwietnia 2015. W kinach pojawił się 15 maja 2015. Film jest adaptacją filmową internetowej serii na YouTube inspirowanej mitami o Slender Manie.

## Obsada
- Chris Marquette
- Jake McDorman
- Doug Jones
- Michael Bunin
- Alexandra Breckenridge
- Alexandra Holden
- Morgan Bastin
- Elizabeth Payne
- Damon Gupton
- Tim Seitter
- Mark Christopher Lawrence
- Rick Otto as Sheriff
- David Pevsner
- Kathryn Gordon
- Cynthia Murell
- George Back
- Mary Payne Moran
- Angus Scrimm
- Andrew Zaozirny
- Mickey Facchinello
- Brendon Huor
- Blair Bomar
- Graham Clarke
- Shashawnee Hall
- Adrian Sparks
- Steve Berens

## Przyjęcie filmu
Krytycy film oceniają jako negatywny. Dread Central napisało o filmie mieszaną recenzję pisząc: „Będzie to zabawna opowieść, która cię zawiedzie”. Dla osób szukających komedii grozy ten film zapewni dobrą zabawę. Największym niezadowoleniem publiczności było to że film w ogóle nie był podobny do oryginalnej serii z YouTube, pomimo tego że film miał większy budżet.